# Mafosee

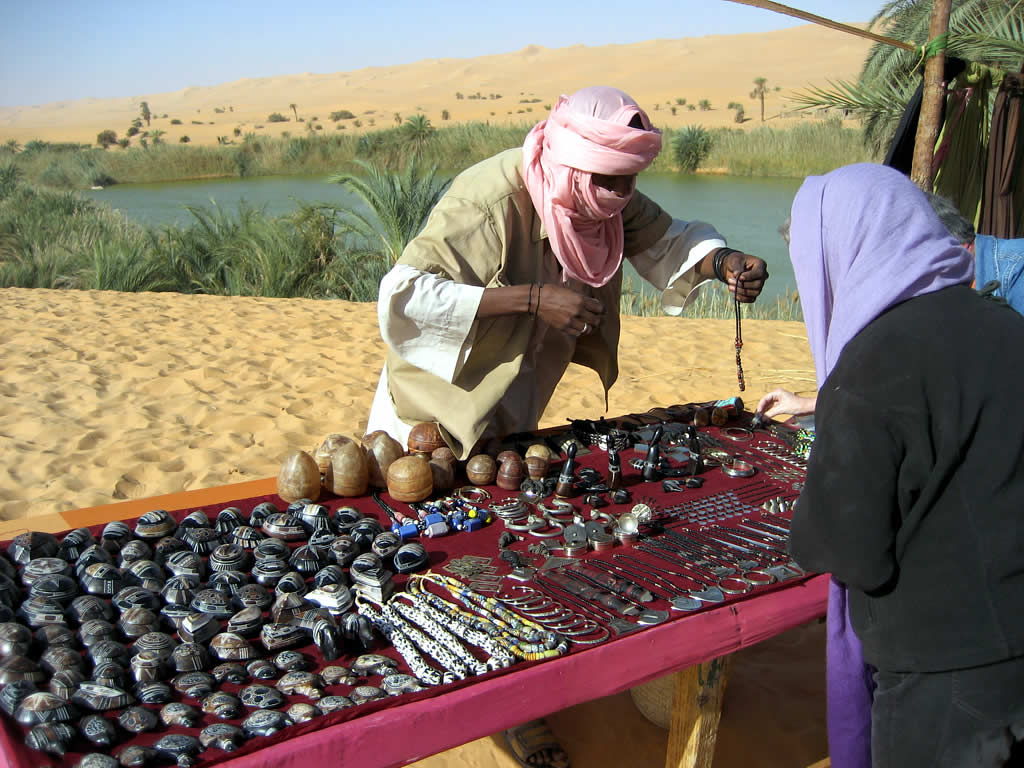
Mafosee (2010)

Der Mafosee (auch: Mafo Lake; arabisch بحيرة مافو, DMG Buḥairat Māfū) ist eine Oase im Munizip Wadi al-Haya in der Region Fessan in Libyen.

## Geographie
Der Mafosee ist circa 300 m lang und circa 100 m breit.
Er hat eine Fläche von circa 2,5 ha.
Am Nordufer verläuft eine Sandpiste.
Am Südufer befindet sich ein Aussichtspunkt.